# رشاد (جنس)
الرَّشَاد أو الحُرْف  أو الثُّفَّاء أو العُصَاب أو مِسواك الراعي أو الشَّيْطَرج (باللاتينية: Lepidium) جنس نباتي ينتمي إلى الفصيلة الصليبية ويضم أكثر من 234 نوعاً مقبولا و98 نوعا لم يحسم أمرها بعد.

## من أنواعهالواطنةفيالوطن العربي
- الرشاد الأشعث (باللاتينية: Lepidium hirtum) في بلاد الشام
- الرشاد الدقيق (باللاتينية: Lepidium ruderale) في بلاد الشام ومعظم مناطق أوروبا
- رشاد اوشيه (باللاتينية: Lepidium aucheri) في بلاد الشام
- الرشاد الشائك (باللاتينية: Lepidium spinosum) في بلاد الشام وتركيا واليونان وبلغاريا
- الرشاد عريض الأوراق (باللاتينية: Lepidium latifolium) في بلاد الشام ومصر والمغرب العربي ومعظم مناطق أوروبا
- الرشاد الغضروفي (باللاتينية: Lepidium cartilagineum) في بلاد الشام وتركيا وشرق أوروبا والقوقاز
- الرشاد القمي (باللاتينية: Lepidium culminicola) في بلاد الشام
- الرشاد محيطي الأوراق (باللاتينية: Lepidium perfoliatum) في بلاد الشام
- الرشاد المزروع أو الشائع (باللاتينية: Lepidium sativum) في بلاد الشام ومصر والمغرب العربي وتركيا، ويزرع في مناطق أخرى كثيرة
- الرشاد نجيلي الأوراق (باللاتينية: Lepidium graminifolium) في بلاد الشام

## من أنواعه الأخرى
- الرشاد الأزغب (باللاتينية: Lepidium puberulum)
- الرشاد الأصفر (باللاتينية: Lepidium flavum)
- الرشاد الإكوادوري (باللاتينية: Lepidium ecuadoriense)
- الرشاد الجبلي (باللاتينية: Lepidium montanum)
- الرشاد الحقلي (باللاتينية: Lepidium campestre)
- الرشاد الدائري (باللاتينية: Lepidium rotundum)
- الرشاد الزيتي (باللاتينية: Lepidium oleraceum)
- الرشاد الساطع (باللاتينية: Lepidium nitidum)
- الرشاد السهمي (باللاتينية: Lepidium sagittulatum)
- الرشاد الفرجيني (باللاتينية: Lepidium virginicum)
- الرشاد الكثيف الزهرة (باللاتينية: Lepidium densiflorum)
- الرشاد المتباين الأوراق (باللاتينية: Lepidium heterophyllum)
- الرشاد المتطاول (باللاتينية: Lepidium oblongum)
- الرشاد الورقي (باللاتينية: Lepidium foliosum)